# Палёнка (Липецкая область)
Палёнка — деревня Георгиевского сельсовета Становлянского района Липецкой области.

## География
Стоит на правом берегу реки Палёнки, по которой и получила своё название.

## История
В документах 1778 года упоминается как сельцо Па́льные Озерки́.

## Население
| 2010 |
| ---- |
| 441  |

## Транспорт
В 3 км юго-западнее Палёнки находится железнодорожная станция Грунин Воргол.